# Deutscher Sportclub Arminia Bielefeld 2015-2016

## Stagione
Nella stagione 2015-2016 l'Arminia Bielefeld, allenato da Norbert Meier, concluse il campionato di 2. Bundesliga al 12º posto. In Coppa di Germania l'Arminia Bielefeld fu eliminato al primo turno dal Hertha Berlino.

## Rosa
| N. |                          | Ruolo | Calciatore       |
| -- | ------------------------ | ----- | ---------------- |
| 1  | Germania (bandiera)      | P     | Wolfgang Hesl    |
| 2  | Germania (bandiera)      | D     | Steffen Lang     |
| 3  | Germania (bandiera)      | C     | Brian Behrendt   |
| 5  | Francia (bandiera)       | C     | David Ulm        |
| 6  | Germania (bandiera)      | C     | Tom Schütz       |
| 7  | Germania (bandiera)      | C     | Michael Görlitz  |
| 8  | Germania (bandiera)      | C     | Daniel Brinkmann |
| 9  | Germania (bandiera)      | A     | Fabian Klos      |
| 10 | Corea del Sud (bandiera) | A     | Ryu Seung-woo    |
| 11 | Germania (bandiera)      | D     | Stephan Salger   |
| 13 | Germania (bandiera)      | D     | Julian Börner    |
| 14 | Germania (bandiera)      | D     | Manuel Hornig    |
| 16 | Germania (bandiera)      | C     | Dennis Mast      |

| N. |                        | Ruolo | Calciatore          |
| -- | ---------------------- | ----- | ------------------- |
| 17 | Germania (bandiera)    | C     | Christoph Hemlein   |
| 18 | Germania (bandiera)    | A     | Christopher Nöthe   |
| 19 | Germania (bandiera)    | D     | Felix Burmeister    |
| 20 | Germania (bandiera)    | C     | Manuel Junglas      |
| 21 | Germania (bandiera)    | A     | Andreas Voglsammer  |
| 22 | Svizzera (bandiera)    | C     | Francisco Rodríguez |
| 23 | Germania (bandiera)    | A     | Florian Dick        |
| 24 | Germania (bandiera)    | C     | Peer Kluge          |
| 25 | Germania (bandiera)    | C     | Björn Jopek         |
| 27 | Germania (bandiera)    | D     | Sebastian Schuppan  |
| 28 | Paesi Bassi (bandiera) | A     | Koen van der Biezen |
| 33 | Germania (bandiera)    | P     | Nikolai Rehnen      |
| 34 | Iran (bandiera)        | P     | Daniel Davari       |

## Organigramma societario
Area tecnica
- Allenatore: Norbert Meier
- Allenatore in seconda: Uwe Speidel
- Preparatore dei portieri: Manfred Gloger
- Preparatori atletici:

## Risultati

### 2. Bundesliga

#### Girone di andata
| Amburgo 25 luglio 2015, ore 15:30 CEST 1ª giornata | St. Pauli | 0 – 0 referto | Arminia Bielefeld | Millerntor-Stadion (29 546 spett.)\| Arbitro: \| Stark \| |
| Arbitro:                                           | Stark     |               |                   |                                                           |

| Bielefeld 31 luglio 2015, ore 18:30 CEST 2ª giornata | Arminia Bielefeld | 0 – 0 referto | FSV Francoforte | SchücoArena (17 207 spett.)\| Arbitro: \| Thomsen \| |
| Arbitro:                                             | Thomsen           |               |                 |                                                      |

| Arbitro: | Zwayer |

|                            |           |                   |
| Onuegbu 70’ Il'jučenko 74’ | Marcatori | 6’ Nöthe 24’ Dick |

| Arbitro: | Rohde |

|  |           |                            |
|  | Marcatori | 58’ Matuszczyk 84’ Khelifi |

| Arbitro: | Hartmann |

|                |           |                          |
| Proschwitz 33’ | Marcatori | 53’ Behrendt 78’ Görlitz |

| Bielefeld 12 settembre 2015, ore 13:00 CEST 6ª giornata | Arminia Bielefeld | 0 – 0 referto | Heidenheim | SchücoArena (15 791 spett.)\| Arbitro: \| Heft \| |
| Arbitro:                                                | Heft              |               |            |                                                   |

| Arbitro: | Ittrich |

|                           |           |                   |
| Petersen 67’ Hufnagel 90’ | Marcatori | 44’ Klos 49’ Dick |

| Arbitro: | Hartmann |

|          |           |                    |
| Klos 81’ | Marcatori | 28’ (rig.) Terodde |

| Arbitro: | Thomsen |

|                      |           |              |
| Burgstaller 83’, 89’ | Marcatori | 4’, 48’ Klos |

| Arbitro: | Petersen |

|          |           |         |
| Klos 40’ | Marcatori | 8’ Wolf |

| Arbitro: | Dietz |

|                 |           |  |
| Hesl 24’ (aut.) | Marcatori |  |

| Bielefeld 25 ottobre 2015, ore 13:30 CET 12ª giornata | Arminia Bielefeld | 0 – 0 referto | Sandhausen | SchücoArena (15 535 spett.)\| Arbitro: \| Alt \| |
| Arbitro:                                              | Alt               |               |            |                                                  |

| Arbitro: | Ittrich |

|  |           |                           |
|  | Marcatori | 57’ (rig.) Ulm 83’ Salger |

| Fürth 6 novembre 2015, ore 18:30 CET 14ª giornata | Greuther Fürth | 0 – 0 referto | Arminia Bielefeld | Stadion am Laubenweg (9 110 spett.)\| Arbitro: \| Heft \| |
| Arbitro:                                          | Heft           |               |                   |                                                           |

| Arbitro: | Gerach |

|  |           |           |
|  | Marcatori | 40’ Selke |

| Arbitro: | Jablonski |

|            |           |                     |
| Kessel 32’ | Marcatori | 51’ (aut.) Parensen |

| Arbitro: | Aarnink |

|                   |           |                 |
| Nöthe 77’ Ulm 84’ | Marcatori | 19’ Diamantakos |

#### Girone di ritorno
| Bielefeld 14 dicembre 2015, ore 20:15 CET 18ª giornata | Arminia Bielefeld | 0 – 0 referto | St. Pauli | SchücoArena (19 012 spett.)\| Arbitro: \| Brand \| |
| Arbitro:                                               | Brand             |               |           |                                                    |

| Arbitro: | Alt |

|              |           |                     |
| Përdedaj 40’ | Marcatori | 51’ Klos 88’ Schütz |

| Arbitro: | Schröder |

|                    |           |            |
| Klos 22’ Nöthe 26’ | Marcatori | 11’ Bröker |

| Arbitro: | Kempter |

|            |           |  |
| Reichel 5’ | Marcatori |  |

| Arbitro: | Cortus |

|           |           |              |
| Nöthe 62’ | Marcatori | 30’ Helenius |

| Arbitro: | Thomsen |

|                                          |           |                        |
| Schnatterer 48’, 55’ (rig.) Leipertz 62’ | Marcatori | 49’ Hemlein 80’ Börner |

| Arbitro: | Gerach |

|           |           |                                            |
| Nöthe 31’ | Marcatori | 9’, 78’ Niederlechner 39’ Grifo 41’ Frantz |

| Arbitro: | Welz |

|                  |           |                          |
| Terodde 30’, 90’ | Marcatori | 48’ (rig.) Ulm 79’ Nöthe |

| Arbitro: | Petersen |

|  |           |                                                          |
|  | Marcatori | 61’ Kerk 65’ (rig.) Füllkrug 88’ Burgstaller 90’ Behrens |

| Arbitro: | Jablonski |

|                  |           |             |
| Mauersberger 19’ | Marcatori | 55’ Görlitz |

| Bielefeld 2 aprile 2016, ore 13:00 CEST 28ª giornata | Arminia Bielefeld | 0 – 0 referto | Fortuna Düsseldorf | SchücoArena (22 516 spett.)\| Arbitro: \| Kempter \| |
| Arbitro:                                             | Kempter           |               |                    |                                                      |

| Arbitro: | Schmidt |

|             |           |                                                    |
| Mühling 23’ | Marcatori | 22’ Burmeister 73’ Klos 77’ Görlitz 81’ (rig.) Ulm |

| Arbitro: | Willenborg |

|  |           |               |
|  | Marcatori | 70’ Przybyłko |

| Arbitro: | Schriever |

|                               |           |                            |
| Klos 20’, 50’, 60’ Börner 75’ | Marcatori | 15’ Žulj 90’ (aut.) Börner |

| Arbitro: | Weiner |

|              |           |              |
| Sabitzer 30’ | Marcatori | 60’ Behrendt |

| Arbitro: | Steinhaus |

|                  |           |  |
| Ulm 53’ Klos 90’ | Marcatori |  |

| Arbitro: | Heft |

|             |           |           |
| Sallahi 60’ | Marcatori | 80’ Nöthe |

### Coppa di Germania
| Arbitro: | Brand |

|  |           |                      |
|  | Marcatori | 73’ Kalou 88’ Darida |

## Statistiche

### Statistiche di squadra
| Competizione      | Punti | In casa | In casa | In casa | In casa | In casa | In casa | In trasferta | In trasferta | In trasferta | In trasferta | In trasferta | In trasferta | Totale | Totale | Totale | Totale | Totale | Totale | DR |
| Competizione      | Punti | G       | V       | N       | P       | Gf      | Gs      | G            | V            | N            | P            | Gf           | Gs           | G      | V      | N      | P      | Gf     | Gs     | DR |
| ----------------- | ----- | ------- | ------- | ------- | ------- | ------- | ------- | ------------ | ------------ | ------------ | ------------ | ------------ | ------------ | ------ | ------ | ------ | ------ | ------ | ------ | -- |
| 2. Bundesliga     | 42    | 17      | 4       | 8       | 5       | 14      | 19      | 17           | 4            | 10           | 3            | 24           | 20           | 34     | 8      | 18     | 8      | 38     | 39     | -1 |
| Coppa di Germania | -     | 1       | 0       | 0       | 1       | 0       | 2       | 0            | 0            | 0            | 0            | 0            | 0            | 1      | 0      | 0      | 1      | 0      | 2      | -2 |
| Totale            | -     | 18      | 4       | 8       | 6       | 14      | 21      | 17           | 4            | 10           | 3            | 24           | 20           | 35     | 8      | 18     | 9      | 38     | 41     | -3 |

### Andamento in campionato
| Giornata  | 1 | 2  | 3  | 4  | 5  | 6  | 7  | 8  | 9  | 10 | 11 | 12 | 13 | 14 | 15 | 16 | 17 | 18 | 19 | 20 | 21 | 22 | 23 | 24 | 25 | 26 | 27 | 28 | 29 | 30 | 31 | 32 | 33 | 34 |
| --------- | - | -- | -- | -- | -- | -- | -- | -- | -- | -- | -- | -- | -- | -- | -- | -- | -- | -- | -- | -- | -- | -- | -- | -- | -- | -- | -- | -- | -- | -- | -- | -- | -- | -- |
| Luogo     | T | C  | T  | C  | T  | C  | T  | C  | T  | C  | T  | C  | T  | T  | C  | T  | C  | C  | T  | C  | T  | C  | T  | C  | T  | C  | T  | C  | T  | C  | C  | T  | C  | T  |
| Risultato | N | N  | N  | P  | V  | N  | N  | N  | N  | N  | P  | N  | V  | N  | P  | N  | V  | N  | V  | V  | P  | N  | P  | P  | N  | P  | N  | N  | V  | P  | V  | N  | V  | N  |
| Posizione | 9 | 11 | 10 | 14 | 11 | 11 | 12 | 11 | 13 | 12 | 14 | 14 | 12 | 13 | 14 | 14 | 12 | 13 | 12 | 9  | 13 | 12 | 13 | 13 | 13 | 13 | 13 | 13 | 12 | 13 | 13 | 13 | 12 | 12 |

Legenda:

Luogo: C = Casa; T = Trasferta. Risultato: V = Vittoria; N = Pareggio; P = Sconfitta.

### Statistiche dei giocatori
| Giocatore         | 2. Bundesliga | 2. Bundesliga | 2. Bundesliga | 2. Bundesliga | Coppa di Germania | Coppa di Germania | Coppa di Germania | Coppa di Germania | Totale   | Totale | Totale      | Totale     |
| Giocatore         | Presenze      | Reti          | Ammonizioni   | Espulsioni    | Presenze          | Reti              | Ammonizioni       | Espulsioni        | Presenze | Reti   | Ammonizioni | Espulsioni |
| ----------------- | ------------- | ------------- | ------------- | ------------- | ----------------- | ----------------- | ----------------- | ----------------- | -------- | ------ | ----------- | ---------- |
| D. Davari         | 1             | 0             | 0             | 0             | -                 | -                 | -                 | -                 | 1        | 0      | 0           | 0          |
| W. Hesl           | 33            | 0             | 0             | 0             | 1                 | 0                 | 0                 | 0                 | 34       | 0      | 0           | 0          |
| N. Rehnen         | -             | -             | -             | -             | -                 | -                 | -                 | -                 | -        | -      | -           | -          |
| B. Behrendt       | 28            | 2             | 7             | 2             | -                 | -                 | -                 | -                 | 28       | 2      | 7           | 2          |
| J. Börner         | 31            | 2             | 3             | 0             | 1                 | 0                 | 0                 | 0                 | 32       | 2      | 3           | 0          |
| F. Burmeister     | 14            | 1             | 3             | 0             | 1                 | 0                 | 0                 | 0                 | 15       | 1      | 3           | 0          |
| F. Dick           | 32            | 2             | 5             | 0             | 1                 | 0                 | 0                 | 0                 | 33       | 2      | 5           | 0          |
| M. Hornig         | 10            | 0             | 2             | 1             | -                 | -                 | -                 | -                 | 10       | 0      | 2           | 1          |
| S. Lang           | 1             | 0             | 0             | 0             | -                 | -                 | -                 | -                 | 1        | 0      | 0           | 0          |
| S. Salger         | 26            | 1             | 9             | 0             | 1                 | 0                 | 0                 | 0                 | 27       | 1      | 9           | 0          |
| S. Schuppan       | 33            | 0             | 4             | 0             | 1                 | 0                 | 0                 | 0                 | 34       | 0      | 4           | 0          |
| D. Brinkmann      | -             | -             | -             | -             | -                 | -                 | -                 | -                 | -        | -      | -           | -          |
| M. Görlitz        | 23            | 3             | 1             | 0             | -                 | -                 | -                 | -                 | 23       | 3      | 1           | 0          |
| B. Jopek          | 4             | 0             | 1             | 0             | -                 | -                 | -                 | -                 | 4        | 0      | 1           | 0          |
| M. Junglas        | 26            | 0             | 5             | 0             | 1                 | 0                 | 0                 | 0                 | 27       | 0      | 5           | 0          |
| P. Kluge          | -             | -             | -             | -             | -                 | -                 | -                 | -                 | -        | -      | -           | -          |
| F. Rodríguez      | 9             | 0             | 1             | 0             | -                 | -                 | -                 | -                 | 9        | 0      | 1           | 0          |
| S. Ryu            | 10            | 0             | 0             | 0             | -                 | -                 | -                 | -                 | 10       | 0      | 0           | 0          |
| T. Schütz         | 24            | 1             | 2             | 1             | 1                 | 0                 | 0                 | 0                 | 25       | 1      | 2           | 1          |
| K. Staude         | 1             | 0             | 0             | 0             | -                 | -                 | -                 | -                 | 1        | 0      | 0           | 0          |
| D. Ulm            | 27            | 5             | 1             | 0             | 1                 | 0                 | 0                 | 0                 | 28       | 5      | 1           | 0          |
| C. Hemlein        | 30            | 1             | 4             | 0             | 1                 | 0                 | 0                 | 0                 | 31       | 1      | 4           | 0          |
| F. Klos           | 32            | 12            | 6             | 0             | 1                 | 0                 | 1                 | 0                 | 33       | 12     | 7           | 0          |
| D. Mast           | 9             | 0             | 1             | 0             | 1                 | 0                 | 1                 | 0                 | 10       | 0      | 2           | 0          |
| C. Nöthe          | 30            | 7             | 3             | 0             | 1                 | 0                 | 0                 | 0                 | 31       | 7      | 3           | 0          |
| K. van der Biezen | 7             | 0             | 1             | 0             | -                 | -                 | -                 | -                 | 7        | 0      | 1           | 0          |
| A. Voglsammer     | 9             | 0             | 0             | 0             | -                 | -                 | -                 | -                 | 9        | 0      | 0           | 0          |
| A. Affane         | 8             | 0             | 0             | 0             | -                 | -                 | -                 | -                 | 8        | 0      | 0           | 0          |
| C. Müller         | 8             | 0             | 1             | 0             | 1                 | 0                 | 1                 | 0                 | 9        | 0      | 2           | 0          |